# François Boyer
François Georges Boyer (n. 30 martie 1920, Sézanne, Departamentul Marne - d. 24 mai 2003, Saint-Germain-en-Laye, Departamentul Yvelines), a fost un scriitor, scenarist, regizor francez care a fost nominalizat cu Oscar în anul 1955 pentru cea mai bună poveste originală.

## Biografie
Boyer a publicat in 1947 romanul Jeux interdits, care a fost turnat in 1952 de René Clément cu titlul Jocuri interzise cu Georges Poujouly, Brigitte Fossey și Amédée în rolurile principale. 
În Războiul nasturilor (La guerre des boutons), ecranizarea romanului omonim al scriitorului Louis Pergaud sub regia lui Yves Robert, cu André Treton, Jean Richard și Michel Isella, nu numai că a interpretat în film rolul preotului ci a adaptat romanul pentru scenariul filmului.

## Autor de romane
- 1947 Les Jeux inconnus, reeditat în 1963 sub titlul Jeux interdits
- 1952  Bébert et l'omnibus
- 1953 L'Émeute
- 1954 La Gare du ciel
- 1970 Le Petit Bougnat
- 1989 Le Match du siècle

## Filmografie selectivă
- 1952 Jocuri interzise (Jeux interdits), regia René Clément, adaptarea după romanul Les Jeux inconnus
- 1954 Les Fruits sauvages, regia Hervé Bromberger, adaptare după romanul Notre rêve qui êtes aux cieux de Michel Durafour
- 1954 Les Intrigantes, regia Henri Decoin, adaptare după romanul La Machination de Jacques Robert
- 1955 Chiens perdus sans collier, regia Jean Delannoy, adaptare după romanul omonim de Gilbert Cesbron
- 1955 Oameni fără importanță, (Des gens sans importance), regia Henri Verneuil, adaptare după romanul omonim de Serge Groussard
- 1957 Élisa, regia Roger Richebé, adaptare după romanul La Fille Élisa de Edmond de Goncourt
- 1957 Que les hommes sont bêtes, regia Roger Richebé
- 1957 Une manche et la belle, regia Henri Verneuil, adaptare după romanul Une manche et la belle (The Sucker Punch) de James Hadley Chase
- 1958  Jucătorul (Le Joueur), regia Claude Autant-Lara, adaptare după romanul Le Joueur de Dostoïevski
- 1959 Ça n'arrive qu'aux vivants, regia Tony Saytor, adaptare după romanul Ça n'arrive qu'aux vivants (The Things Men Do) de James Hadley Chase
- 1960 Les Magiciennes, regia Serge Friedman, adaptare după romanul Les Magiciennes de Boileau-Narcejac
- 1962 Războiul nasturilor (La guerre des boutons), regia Yves Robert, adaptare după romanul La Guerre des de Louis Pergaud
- 1962 O maimuță în iarnă (Un singe en hiver), regia Henri Verneuil, adaptare după romanul omonim de [Antoine Blondin]]
- 1963 Bébert et l'Omnibus, regia Yves Robert, adaptare după propriul roman omonim
- 1964  Week-end la Zuydcoote (Week-end à Zuydcoote), regia Henri Verneuil, adaptare după romanul Week-end la Zuydcoote de Robert Merle
- 1965 Les Copains, regia Yves Robert, adaptare după romanul Les Copains de Jules Romains
- 1967 A 25-a oră (La Vingt-cinquième heure), regia Henri Verneuil, adaptarea romanului omonim de Virgil Gheorghiu
- 1968 Le Mois le plus beau, regia Guy Blanc
- 1969 Sous le signe du taureau, regia Gilles Grangier, adaptare după romanul Fin de journée de Roger Vrigny
- 1970 Le Petit bougnat, regia Bernard Toublanc-Michel, adaptare după propriul roman omonim
- 1972 Le Bar de la fourche, regia Alain Levent, adaptare după romanul omonim de Auguste Gilbert de Voisins
- 1973 Prêtres interdits, regia Denys de la Patellière, scenariu original semnat sub numele Jean-François Boyer si scris in colaborare cu realizatorul si cu Jean-Claude Barreau
- 1973 Gross Paris, regia Gilles Grangier, adaptarea cartii Trente années sur les champs de course de Maurice Bernardet
- 1974 Mords pas, on t'aime, regia Yves Allégret, scenariu original scris in colaborare cu realizatorul

## Premii și nominalizări
- 1955 Nominalizare la Premiul Oscar pentru cea mai bună poveste originală pentru Jocuri interzise.

## Legături externe
- François Boyer la Internet Movie Database